# Борсуки (Юргінський район)
Борсуки́ (рос. Барсуки) — присілок у складі Юргінського району Тюменської області, Росія.
Населення — 5 осіб (2010, 4 у 2002).
Національний склад станом на 2002 рік:
- росіяни — 100 %